# ZiS-6
ZiS-6 (ros. ЗИС-6) – radziecki wielozadaniowy samochód ciężarowy o ładowności od 2,5 t w terenie do 4 t na drodze, produkowany w fabryce ZiS w latach 1933-1941. Pojazd był trójosiową odmianą ciężarówki ZiS-5. Jednym z głównych zastosowań samochodu ZiS-6 było wykorzystanie go jako podwozia wieloprowadnicowej wyrzutni rakietowej Katiusza.